# إينتيمينا
إينتيمينا حكم في فترة 2400 ق م، وهو ملك سومري لسلالة لكش الآولى وهو ابن إين أنا توم الأول , أعاد قوة مملكة لكش السومرية بعد عمه إياناتوم وبنى العديد من المباني في لكش حيث تمكن من هزيمة إيلي الأومي الذي تحالف مع لوغال كينيشي دودو ابن إينشاكوشانا ملك اوروك حسب قائمة الملوك السومريين.
وعثر على 3 فخاريات تعود له ونقشت فيه اسمه وعثر على تمثال يعود له يعتبر واحد من الأقدم التماثيل التي تعود إلى ملك في بلاد الرافدين وكانت موجودة في المتحف العراقي الوطني إلا أنه سرق من المتحف في أثناء حرب الخليج الثالثة في العراق .